# Museo dei francobolli e delle monete (Monaco)
Il Museo dei francobolli e delle monete di Monaco (in francese Musée des Timbres et Monnaies) è un museo filatelico, numismatico e postale situato a Fontvieille, uno dei quattro quartieri tradizionali del Principato di Monaco. L'edificio è situato sotto il Palazzo dei Principi, quindi sotto la Rocca di Monaco, e fornisce anche servizi commerciali e postali.

## Storia ed eredità filatelica

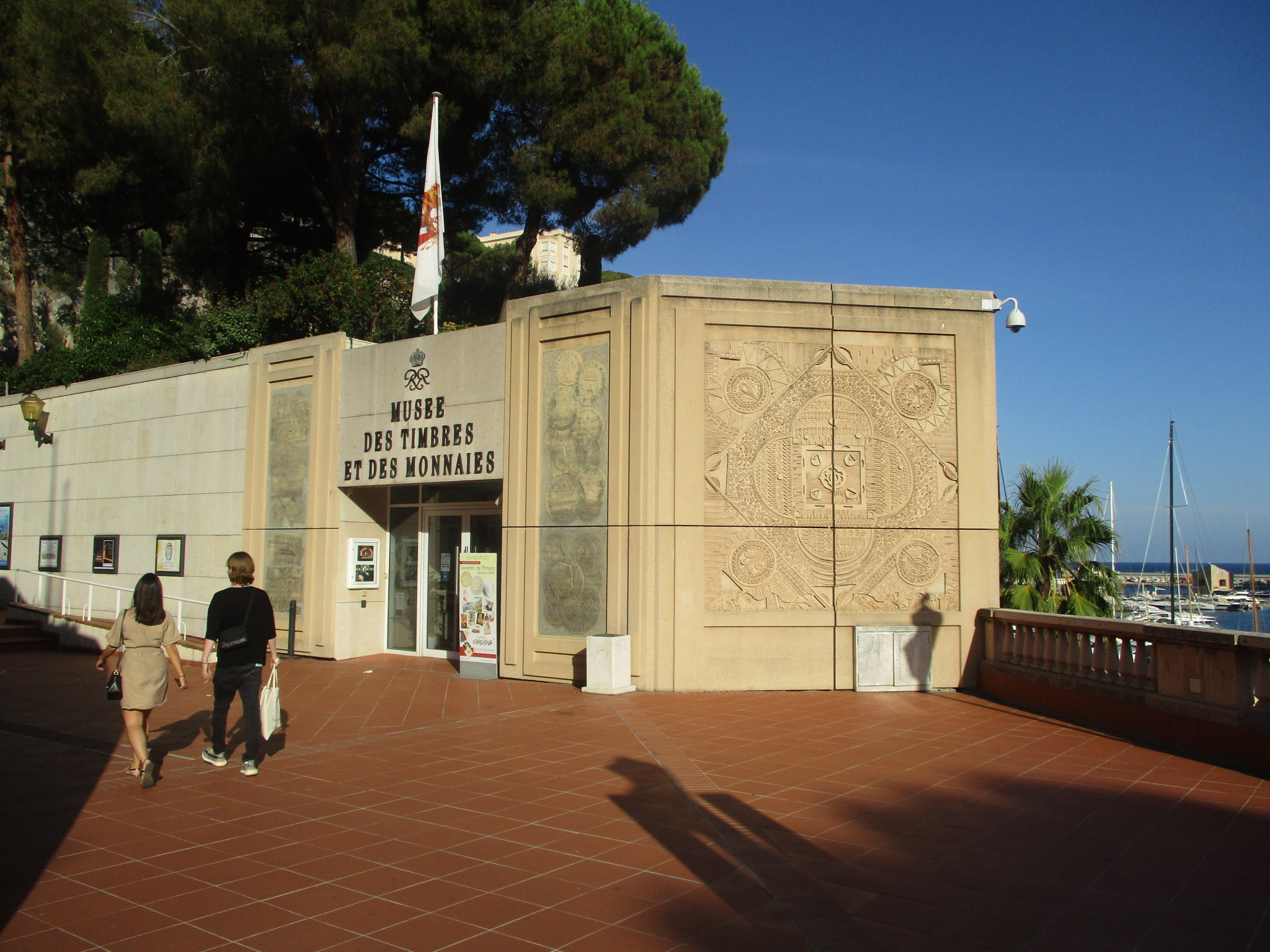
Il Museo dei francobolli e delle monete di Monaco situato sotto il Palazzo dei Principi

Alla fine del XIX secolo il reverendo inglese G. G. Barbier creò una grande collezione di francobolli monegaschi, alcuni dei quali erano francobolli del Regno di Sardegna, emessi nel Principato dal 1851 e prodotti tramite una copia del primo francobollo sardo (attualmente esposta nel museo) spedita da Mentone a Monaco il 12 aprile 1851.
Dopo la morte del reverendo Barbier, Alberto I di Monaco, il sovrano dell'epoca, decise di acquistare la collezione, che i suoi successori, prima Luigi II e poi Ranieri III, arricchirono ed espansero enormemente durante i loro regni. Nel 1937, in risposta alla crescente richiesta da parte dei filatelici, il principato fondò un ufficio di francobolli. 
Dopo la sua salita al trono, avvenuta nel 1949, il principe Ranieri III si interessò alla filatelia, iniziando a seguire personalmente tutti gli aspetti dello sviluppo dei disegni e della creazione dei francobolli monegaschi, presentando lui stesso i modelli per i francobolli. Definendo il francobollo "il miglior ambasciatore di un paese", il principe Ranieri decise di esporre la collezione filatelica dei suoi predecessori
in un museo, nel Palazzo dei Principi di Monaco. Nel 1987, vista l'importanza della collezione, venne creata la Commissione Consultiva per la Collezione Filatelica, con il compito di classificare, gestire e incrementare il patrimonio filatelico monegasco. Vista la continua espansione della collezione, il principe Ranieri decise di far costruire un museo apposito, nel dicembre 1995. Il museo, costruito sotto la Rocca di Monaco, venne inaugurato nel gennaio del 1996 e venne aperto al pubblico con il nome di Museo dei Francobolli. Cinque anni dopo, nel 2001, il nome del museo è stato cambiato in quello attuale, considerato più appropriato vista la collezione all'interno di esso che non si limita ai soli francobolli.

## Eredità numismatica

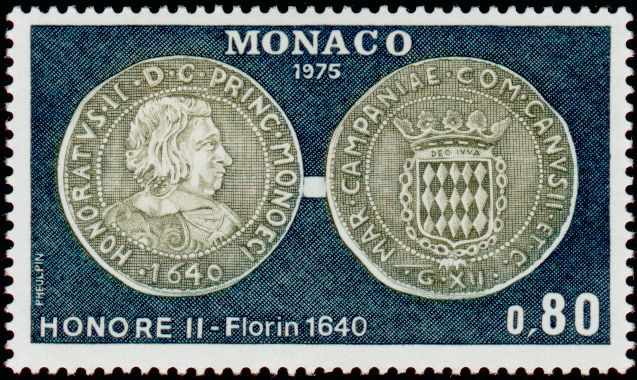
Le monete coniate da Onorato II di Monaco nel 1640, raffigurate su un francobollo del 1975

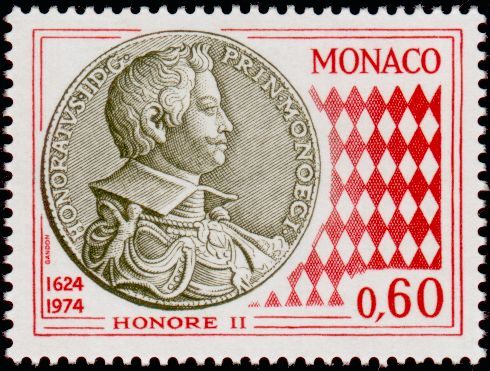
Medaglia che ritrae Onorato II, francobollo del 1974

Per quanto riguarda l'eredità numismatica del museo, esso contiene inestimabili pezzi da collezione risalenti a secoli fa. Parte fondamentale della collezione numismatica del museo sono infatti le prime monete monegasche, le cui coniazioni risalgono al gennaio del 1640, quando regnava il principe Onorato II.
Egli fece coniare le prime monete del principato rifacendosi allo stile nizzardo del Ducato di Savoia e nel 1643 il re di Francia, Luigi XIV, concesse al principe Onorato II di far circolare le monete d'oro e d'argento di Monaco in Francia, a condizione del fatto che se ne allineassero i valori a quelli delle monete francesi. Oltre ai primi franchi monegaschi, fanno parte della collezione numismatica del museo anche i cinque franchi emessi nel paese raffiguranti Carlo III di Monaco.

## Esposizione

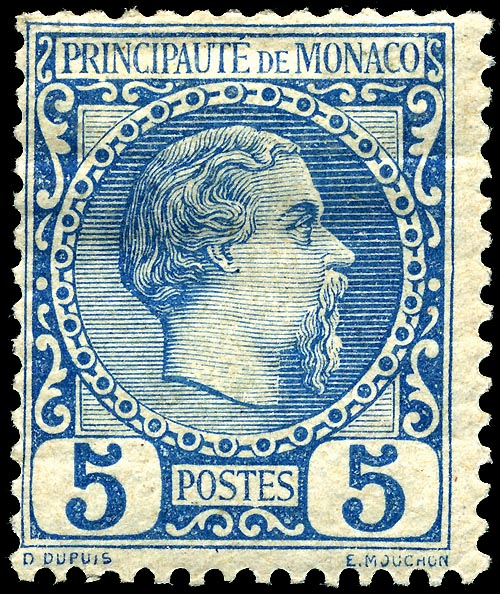
Carlo III di Monaco ritratto di profilo sul primo francobollo emesso nel Principato di Monaco, nel 1885

Il Museo filatelico e numismatico di Monaco ospita nelle sue mostre pezzi da collezione inestimabili, come le prime monete emesse dal Principato di Monaco che risalgono al 1640. Oltre ai primi franchi monegaschi sono esposti anche gli attuali euro coniati a Monaco. Il resto della collezione comprende tutta la preziosa produzione filatelica monegasca, dal primo francobollo ritraente Carlo III di Monaco del 1885 fino a quelli prodotti ai giorni nostri. Sono esposti anche tutti i modelli e tutte le prove di colore dei francobolli prodotti fino a ora, assieme alle macchine e agli strumenti per l'incisione e per la fabbricazione dei francobolli e delle monete. Tra questi mezzi di produzione sono esposti la macchina da scrivere rotativa che ha servito la tipografia monegasca per oltre mezzo secolo e una macchina da stampa meccanica per far assistere i visitatori del museo alla procedura di produzione di un francobollo.

Francobollo del 1985 ritraente il principe Antonio I di Monaco, realizzato dall'artista Czesław Słania

Infine sono esposti i francobolli prodotti dal celebre artista di francobolli Czesław Słania e assieme ad essi anche oggetti da collezione relativi al patrimonio postale di Monaco. Il museo ospita anche numerose mostre temporanee ed eventi filatelici e numismatici da tutto il mondo.

## Il Club Filatelico di Monte Carlo

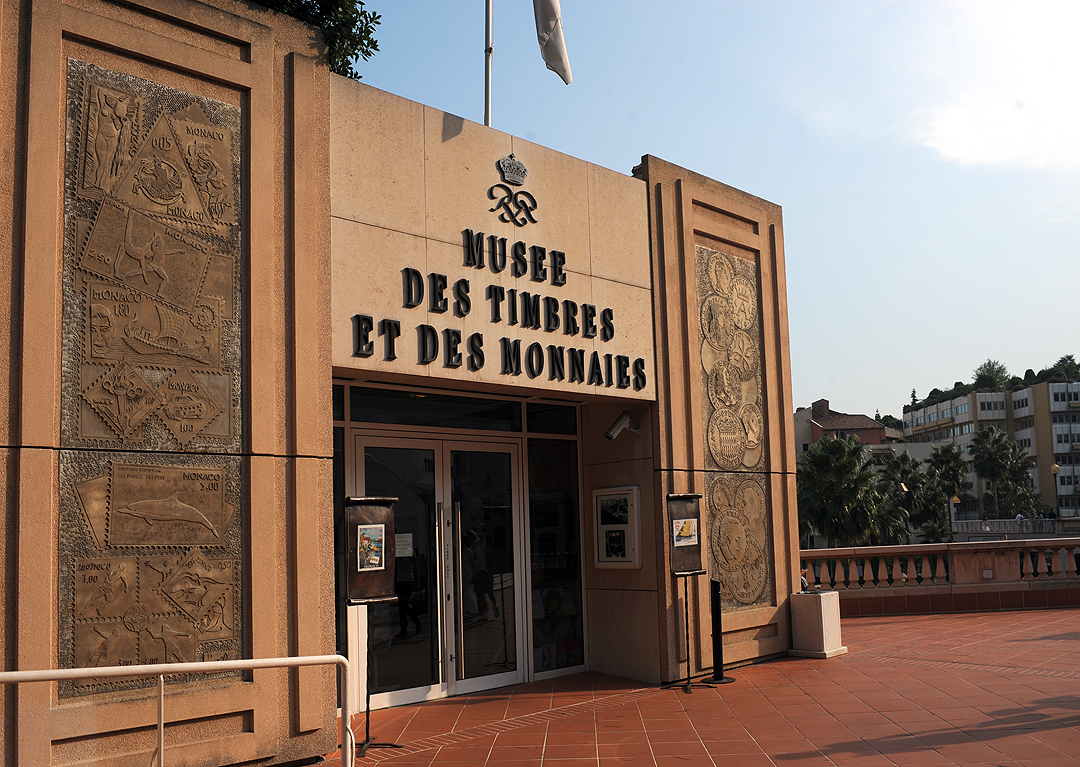
L'entrata del Museo dei francobolli e delle monete di Monaco

Nel museo ha anche sede un club filatelico, chiamato Club de Monte-Carlo de l'Élite de la Philatélie. È stato fondato nel 1999 e ogni sei mesi presenta al museo rarissimo materiale filatelico che viene esposto all'interno di esso in occasione della mostra filatelica internazionale MonacoPhil, che espone i 100 articoli postali più rari del mondo senza alcuno scopo competitivo. La mostra MonacoPhil è patrocinata dal Principe di Monaco e si tiene ogni due anni. I membri del club sono prestigiosi collezionisti privati e contribuiscono alla mostra anche vari musei postali di altri paesi.